# Wars of the Roses
Wars of the Roses är det åttonde studioalbumet av det norska black metal-bandet Ulver. (Dessutom har bandet spelat in två soundtrack-album). Albumet utgavs 2011 av skivbolaget Kscope Music.

## Låtförteckning
1. "February MMX" – 4:11
2. "Norwegian Gothic" – 3:37
3. "Providence" – 8:10
4. "September IV" – 4:39
5. "England" – 4:09
6. "Island" – 5:47
7. "Stone Angels" – 14:56

- Text: Ulver (spår 1–6), Keith Waldrop (spår 7)
- Musik: Ulver

## Medverkande
Musiker (Ulver-medlemmar)
- Trickster G. (Kristoffer Rygg) – sång, programmering
- Tore Ylwizaker (Tore Ylvisaker) – keyboard, programmering
- Jørn H. Sværen – div. instrument
- Daniel O'Sullivan – gitarr, basgitarr, keyboard, berättare

Bidragande musiker
- Tomas Pettersen – trummor
- Ole Aleksander Halstensgård – elektronik
- Trond Mjøen – elgitarr (spår 1, 4), basgitarr (spår 3, 4), akustisk gitarr, steelgitarr (spår 6)
- Stian Westerhus – gitarr spelad med stråke (spår 2, 3, 7), gitarr (spår 6)
- Daniel Quill – violin (spår 2, 3, 5)
- Alex Ward – klarinett (spår 2, 3)
- Steve Noble – trummor, percussion (spår 2, 7)
- Attila Csihar – sång (spår 3)
- Siri Stranger – sång (spår 3)
- Emil Huemer – gitarr (spår 4)
- Anders Møller – percussion (spår 6)
- Stephen Thrower – klarinett (spår 7)

Produktion
- Kristoffer Rygg – producent
- Tore Ylwizaker – producent
- Daniel O'Sullivan – producent, ljudmix (spår 7)
- John Fryer – producent, ljudmix (spår 1–6)
- Jaime Gomez Arellano – ljudtekniker
- Espen Berg  – mastering
- Trine Paulsen – omslagskonst
- Kim Sølve – omslagskonst